# جهانشاه دانش
جهانشاه دانش (زاده ۱۳۳۶ مسجدسلیمان) سیاست‌مدار ایرانی است، که در دوره سوم مجلس شورای اسلامی به‌عنوان نماینده حوزهٔ انتخابیهٔ مسجدسلیمان، لالی، هفتکل و اندیکا از استان خوزستان، در مجلس شورای اسلامی حضور داشت.